# Unité Dobson
Pour les articles homonymes, voir DU et Dobson.

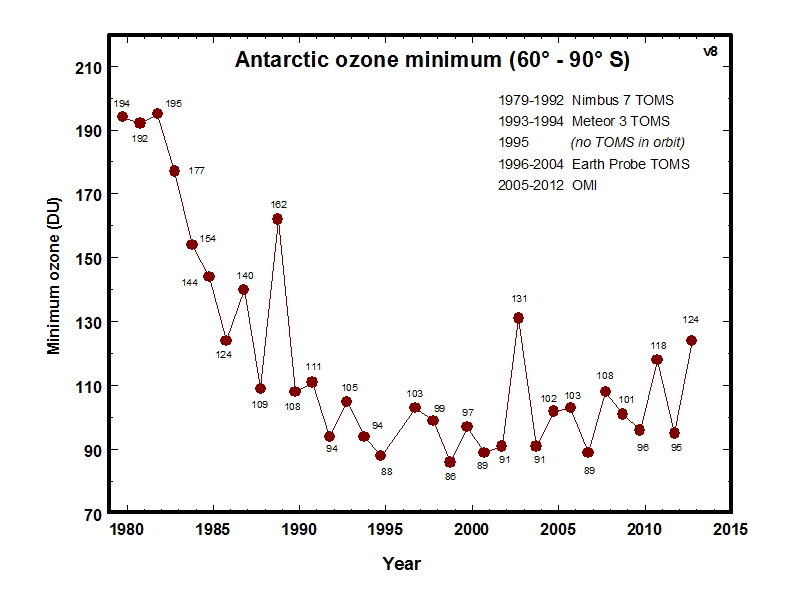
Série temporelle de la masse surfacique de l'ozone au-dessus de l'Antarctique, en unités Dobson.

L'unité Dobson (DU pour Dobson unit) est une unité de mesure de la masse surfacique de l'ozone atmosphérique, spécifiquement dans la couche d'ozone de la stratosphère.
Une unité Dobson correspond           à une couche d'ozone qui aurait une épaisseur de 10 µm dans les conditions normales de température et de pression. Une unité Dobson est équivalente à 2,69 × 1020 molécules d'ozone par mètre carré (soit 2,69 × 1016 par centimètre carré), ou à 0,4462 millimole d'ozone par mètre carré.
La valeur de 220 unités Dobson a été choisie comme limite en deçà de laquelle on peut considérer qu'il existe un trou dans la couche d'ozone, car des valeurs d'ozone de moins de 220 unités Dobson n'ont pas été relevées avant 1979 dans les observations historiques au-dessus de l'Antarctique.
L'unité Dobson tient son nom de Gordon Dobson, qui était chercheur à l'université d'Oxford et qui, dans les années 1920, a construit le premier instrument permettant de mesurer l'ozone.